# Suavegotta
Suavegotta či Suavegotte (5. století? – 6. století?) byla franská královna, druhá manželka Theudericha I., franského krále v Metach. Pocházela z královského rodu Burgundů. Její otec byl burgundský král Zikmund a matkou Ostrogota. Jejím dědou z matčiny strany byl Theodorich Veliký, král Ostrogótů. 

## Životopis
O královně Suavegottě se dochovalo jen velmi málo informací. Její život popisují pouze dvě středověká díla. Prvním z nich je Historia Francorum, jehož autorem je biskup Řehoř z Tours, který napsal, že Theuderich I. se oženil s dcerou burgundského krále Zikmunda, aniž by zmínil její jméno. Druhým zdrojem je dílo kronikáře a historika Flodoarda (893/894–966), který zmínil královnu jménem Suavegotta, která učinila svou závěť během působení Mapinia, biskupa z Remeše.
Král Zikmund se dvakrát oženil, poprvé kolem roku 495 s Ostrogotou, dcerou Theodoricha Velikého, krále Ostrogótů. Podruhé se oženil kolem roku 520 s její služebnou. Z toho historikové předpokládají, že se Suavegotta narodila po roce 495. Francouzský historik Christian Bouyer klade její narození do roku 504, ale neuvádí žádné důvody pro své tvrzení. Vzhledem k roku svatby Zikmunda a Ostrogoty se předpokláda, že ke svatbě Suavegotty došlo po roce 507, pravděpodobně kolem roku 516 či 517, což je datum, kdy Řehoř z Tours tuto událost zmínil. Charlese Cawley napsal, že Suavegotta zemřela po roce 549, oproti tomu Christian Bouyer rokem jejího úmrtí uvádí rok 555, aniž by uváděli důvody svých tvrzení.
Z manželství s Theuderichem I. měla dceru Theodechildu, provdanou postupně za dva krále germánského kmene Varinů, Hermengisela a poté Radegise.